# New Generation of Ska
《New Generation of Ska》는 2009년 1월 20일에 도프뮤직의 자회사인 I WANNA RIOT(I WANNA RIOT Records)에서 발매된 스카썩스(SKASUCKS)의 두 번째 EP이다.

## 개요 및 평가
스카썩스의 두 번째 레코드가 되는New Generation of Ska는, 이전 작 SKASUCKS에 비해 훨씬 다듬어진 스카썩스의 발전을 엿볼 수 있는 앨범이다.
기존 한국에서 활동하는 다른 스카밴드들과는 달리 어둡고 음침하면서 흥겨운 사운드가 이 앨범의 가장 큰 특징이며,
앞으로의 스카썩스의 스타일의 다리역할을 맞게 될 중요한 앨범임에 더불어 스카썩스에게 새로운 과제 또한 남긴 앨범이다.
또한 이 앨범의 수록곡 두 곡이 아시안 인디 뮤직 어워드 두 개 부문 후보로 올라가 있어 화제를 모으는 중이다.

## 수록곡
1. "New Generation of Ska" - 2:52
2. "Ruder Than You" - 1:51
3. "Skaholic" - 3:03
4. "Make It Psycho" - 3:00
5. "Swimmin' In the Dream" - 4:52
6. "침몰의 함대(The Ship is Going Down)" - 4:05
7. "I'm In the Prison" - 3:05

## 부가정보
- Guitar, Bass, Organ Recorded by Hane Studio
- Vocal, Drum, AltoSax Recorded by Buble Gum Studio
- Album Cover Artwork by 나범주, 유진석
- Photos by 김지웅, Wolly